# 查理與巧克力工廠
《查理與巧克力工廠》（英語：Charlie and the Chocolate Factory）是一本由英國作家羅爾德·達爾於1964年所著的兒童文學，內容是關於主角查理·畢奇在古怪糖果製造商威利·旺卡（Willy Wonka）所持的巧克力工廠中的歷險。這部書被譽為21世紀最受歡迎的兒童文學之一。
《查理與巧克力工廠》於1964年在美國首度由Alfred A. Knopf, Inc.出版，1967年在英國由喬治·愛倫和愛文出版社（George Allen & Unwin）出版其第3版。這部書曾被兩次改編成電影，包括1971年的《歡樂糖果屋》（Willy Wonka & the Chocolate Factory）及2005年的《朱古力獎門人》。羅爾德·達爾在1972年寫了《查理與巧克力工廠》的續集《玻璃大升降機歷險記》。

## 內容
《查理和巧克力工厂》是關於一個十分貧窮的小男孩查理·巴克特（Charlie Bucket），他與父母及四名臥床的祖父母居住在大城市邊界的小房子。查理是個聰穎仁慈的男孩子，儘管生活艱苦，他仍然很愛自己的家庭。查理亦很喜歡巧克力，但因家境貧窮，他每年只能於生日收到一條巧克力作禮物。
在查理家旁邊的是全球最大的糖果工廠——威利·旺卡工廠。
威利·旺卡是世界上最有創意、最有發明才能的巧克力製造家，他的產品包括永不融化的冰淇淋、能吃一輩子的口香糖等。他曾為印度王子興建了一座巧克力城堡。他的工廠曾因被商業間諜偷取秘密配方而倒閉，後來悄悄地重開，但卻充滿了不少謎團，包括沒有人看過有工人在工廠出入。
經過多年後，威利·旺卡決定讓公眾參觀他的工廠。他把五張金彩券藏進其中五塊旺卡先生巧克力中，獲得金彩券的小孩能帶同一名家人進入工廠參觀。首四位獲得金彩券的小孩包括貪吃的奧古斯塔斯·格卢普（Augustus Gloop）、深受溺愛的维鲁卡·索尔特（Veruca Salt）、經常吃口香糖的紫罗兰·博尔加德（Violet Beauregarde）及電視迷麦克·提维（Mike Teavee）。
與此同時，巴克特家陷入經濟困境。有一天，查理拾起地上的金錢而買朱古力條，然而像奇蹟一般，查理在最後一刻找到最後一張金彩券。結果由祖父喬（Grandpa Joe）陪伴查理到威利·旺卡的工廠，他們看到不少神奇的糖果，以及工廠工人歐帕·倫普斯人（Oompa Loompa）——一群來自隆巴國的侏儒。

2001年，由Quentin Blake所繪的封面

除了查理，所有小孩都做了些不該做的事情，一個繼一個地被逐出參觀隊伍。奧古斯塔斯掉進了巧克力瀑布，被吸到輸送管中而被帶到乳脂軟糖室。紫罗兰吃了一片實驗中的口香糖，令她整個人變成藍色，並膨脹成一顆大藍莓。維魯卡被訓練過的松鼠認為是「壞果仁」而推到垃圾導槽中。麥克跳進傳送巧克力到電視畫面的儀器而被縮小了之後被拍扁。

## 文化影響
雖然《查理與巧克力工廠》已推出了數十年，但其巨大的成功令它成了現今社會文化的參照。雀巢公司建立了威利·旺卡的糖果糕點店。金彩券（Golden Ticket）更成了貴重與特別物品的代表詞。
書中威利·旺卡結束工廠的原因（被其他糖果工廠的間諜偷取秘方），工廠中有大量複雜的機器及秘方如何被緊密地看守都是作者在現實生活中被啟發的。羅爾德·達爾13歲時曾在吉百利工作，他被工廠中製造糖果的機器吸引著。而吉百利及郎特里（Rowntree's）為當時兩大巧克力製造商，他們互相派出間諜到對方的工廠。正因如此，雙方的秘方都被嚴密地看守。

## 批評
歷年來有不少名人批評過此書：兒童小說及文學歷史學家約翰·洛威·湯森（John Rowe Townsend）因為書本最初描繪隆巴小矮人為黑人侏儒，而形容此書為「令人厭惡的幻想書籍」。另外，小說家綺蓮娜·卡梅倫（Eleanor Cameron）及娥蘇拉·勒瑰恩都曾對查理與巧克力工廠有所批評。

## 房間
在威利·旺卡的巧克力工廠中有不同主題的房間，用來製作不同產品。最著名的是巧克力室，室內每一樣東西都可食用，包括負責混和巧克力漿的巧克力瀑布。而房中的輸送管把巧克力漿送到不同的地方。奧古斯塔斯掉進瀑布後被送到乳脂軟糖室。
其他在書中佔重要地位的房間包括——把維奧莉特變成藍莓的發明室及後來被送到的榨汁室；維魯卡從果仁分類室被丟到垃圾導槽；麥克在電視室被縮小再被送至太妃糖伸展室恢復原形。
其他房間（多以製造的產品命名）包括：
- 吸啜用糖衣鉛筆
- 蛀牙填補焦糖——不再需要牙醫
- 椰子冰溜冰場
- 产巧克力奶的乳牛
- 可食用棉花糖枕頭
- 爆炸糖果
- 起泡沫的上升飲料
- 起泡沫的檸檬水游泳池
- 熱冰淇淋
- 隱形巧克力（供學生在班上食用）
- 幼兒室用可舔的牆紙
- 夜光棒棒糖
- 手中吃的乳脂軟糖——拿在手里，却尝在嘴里
- 薄荷棗子糖——吃了會有一個月的綠色牙齒
- 彩虹硬糖——吃了就能吐出六種顏色的唾液
- 圓形外表的方型糖果
- 黏頜糖果—对付唠唠叨叨的大人最实用
- 54號儲藏室——收藏各類奶油：乳類奶油、已打發奶油、咖啡乳、濃縮奶油、香莢蘭乳及髮乳
- 71號儲藏室——收藏各種形狀及大小的鞭
- 77號儲藏室——收藏各類豆：可可豆、咖啡豆、軟心豆粒糖及狗豆子
- 草莓汁水槍
- 超級維生素巧克力
- 糖礦
- 各種大小的蘋果乳脂糖樹
- 扭動糖果
- 毛是棉花糖的綿羊

## 內容修訂
由於描寫隆巴小矮人為黑皮膚瘦小的非洲侏儒而被受指責，作者修改了部分內容，插圖亦被修訂。修訂後的版本於1973年在美國出版。這個版本中的隆巴小矮人擁有淡棕色的長髮及玫瑰色的皮膚，他們的出身地亦由非洲改成虛構的隆巴地。

## 被刪除的章節
最近其中一段書中的內容重新曝光。該段內容的主角為美蓮達（Miranda Piker），章節中有不明顯的同類相食行為，美蓮達亦被較其他小孩殘忍的方法懲罰。該章節名為《斑點粉末》，後來被發行商刪除。美蓮達是「老師的寵物」及愛說謊話的人。當威利·旺卡向他們介紹一種能讓人暫時病倒而曠課的糖果──斑點粉末，美蓮達向她的校長父親爭論糖果的功用。他們認為這種糖果必須停產，後來他們誤闖進工廠中製作此產品的房間。
威利·旺卡聽到兩聲尖叫，並說如果不是製造過程中把數個校長放進混合物中，斑點粉末就不會有效。然後他向美蓮達的母親保證他只是在說笑，美蓮達與其父親不會真正地死亡。
但是，稍後的隆巴小矮人歌曲中說美蓮達變得更好，因為她現在可以供食用。這與奧古斯塔斯的歌曲及命運有點相似（隆巴小矮人說奧古斯塔斯會被製成乳脂軟糖）。威利·旺卡說美蓮達與其父親經過洗滌會安然無恙，雖然奧古斯塔斯的隆巴小矮人歌曲像以另一口吻暗示。故事的結局是奧古斯塔斯及其他壞小孩都繼續生存（雖然已被壓扁、拉長，可能被焚化或烹煮），如果美蓮達的角色沒有被發行商刪除，她也有可能繼續生存。
章節發行後被發現，並引起了無數爭論。

## 改編
1971年，原著被改編成電影《歡樂糖果屋》，由吉恩·懷爾德（Gene Wilder，港譯「真·懷德」）飾演威利·旺卡。在該版本，果仁變成金鵝蛋。查理和祖父也因喝下氣泡上升汽水而飄上頂部，幾乎被抽氣扇剃頭，但以打嗝而自救。因為旺卡後來知道此事，所以也沒有讓查理任何獎品，直到查理把吃不完的口香糖交還和旺卡，令他明白他也有善良的心，才讓他繼承工廠。
瑞典國家電視台亦把它改編成動畫，由Ernst-Hugo Järegård作旁白。2005年，提姆·波頓再度把原著改編成電影《朱古力獎門人》，由強尼·戴普飾演威利·旺卡，於7月15日上映。兩齣電影均忠於原著，但也加進了一些新元素。這兩個版本都加深了描寫四名壞小孩及其父母的性格，而提姆·波頓的版本更延長了威利·旺卡兒時的經歷。
1985年，Soft Option有限公司研發了在ZX SpectrumIn玩的查理與巧克力工廠電子遊戲，由Hill MacGibbon發行。2005年，Backbone娛樂公司及High Voltage軟件研發了在PlayStation 2、Xbox、GameCube、任天堂Game Boy Advance平台及Microsoft Windows個人電腦使用的查理與巧克力工廠電子遊戲，由2K Games發行。
2006年4月1日，英國主題公園奧爾頓塔 （页面存档备份，存于）新增了以查理與巧克力工廠為題的遊船。旅客將坐在鮮粉紅色的船上，沿著巧克力河流遊覽在書中出現過的地方。在旅程完結前，旅客將乘搭大玻璃升降機與威利·旺卡一起參觀工廠。最後，升降機將急速上升並穿破工廠的玻璃屋頂。

## 獎項
- New England Round Table of Children's Librarians Award（美國，1972年）
- Surrey School Award（英國，1973年）
- Millennium Children's Book Award（英國，2000年）
- Blue Peter Book Award（英國，2000年）

## 版次
- ISBN 0-394-81011-2（精裝本，1973年，修訂了隆巴小矮人的資料）
- ISBN 0-87129-220-3（平裝本，1976年）
- ISBN 0-14-031824-0（平裝本，1985年，由Michael Foreman繪畫插圖）
- ISBN 1-85089-902-9（精裝本，1987年）
- ISBN 0-606-04032-3（未裝訂的版本，1988年）
- ISBN 0-89966-904-2（圖書館裝訂版，1992年，重印）
- ISBN 0-14-130115-5（平裝本，1998年）
- ISBN 0-375-81526-0（精裝本，2001年）
- ISBN 0-375-91526-5（圖書館裝訂版，2001年）
- ISBN 0-14-240108-0（平裝本，2004年）
- ISBN 0-8488-2241-2（精裝本）

## 外部連結
- 羅爾德·達爾官方網站（页面存档备份，存于）